# Abu Hanaja (Aleppo)
Abu Hanaja (arab. أبو حنايا) – wieś w Syrii, w muhafazie Aleppo. W 2004 roku liczyła 1293 mieszkańców.